# Giovanni Felice Sances
Giovanni Felice Sances (Roma, 1600 - Viena, 24 de novembre de 1679) fou un tenor i compositor italià del Barroc.
El 1637 entrà com a tenor en la capella de la cort de Viena, de la que en fou segon mestre el 1649 i primer el 1669.
Va compondre gran nombre de motets, salms i antífones, així com les òperes I triomfi d'amore (1648); La Rosalmina fatta canara (1662) i Aristomene Messenio (1670), totes tres estrenades a Roma; quatre oratoris; quatre llibres de Cantates; Caprici poetici¡¡, d'1 a 6 veus, amb acompanyament instrumental, i Trattenimenti musicali per càmera, de 2 a 5 veus, amb acompanyament.